# Ducado de Ksani

El Ducado de Ksani (en georgiano: ქსნის საერისთავო) fue un importante feudo en la historia medieval y moderna de Georgia, estratégicamente ubicado en el valle superior del Ksani y dos valles sudoccidentales más vecinos, formando así dos entidades administrativas: Ksnisjevi, con su centro en Kvenipnevi; y Tsjradzmisjevi con su centro en Largvisi, que también alberga el Monasterio de Largvisi. Estaba gobernado por una sucesión de eristavi («duques») desde el siglo XV hasta ser incorporado al Imperio ruso en 1801. 

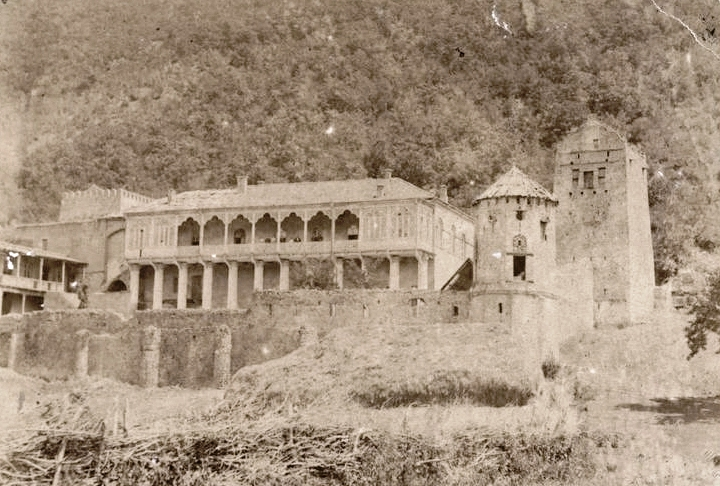
Palacio de los Duques de Ksani en Ajalgori

## Historia
Tskhradzmisjevi comenzó a ser dominante en el siglo X cuando incluía las gargantas de Lejura, Medjuda y la parte superior del río Liakhvi. Después de la incorporación de los valles vecinos del sur, la residencia del señor del territoriose trasladó de Largvisi a Kvenipnevi. Según las referencias de Vajushti de Kartli, durante el reinado de Tamara de Georgia, Kartli y Ksani fueron ducados separados. Después de la invasión mongola en la segunda mitad del siglo XIII, los duques de Ksani eran de la familia Bibiluri. En el siglo XV, el Saeristavo prácticamente se convirtió en un satavado ("señorío").

## Duques de Ksani
- Largvel Kvenipneveli
- Shalva I Kvenipneveli
  - Hijo de Largvel
- Virshel Kvenipneveli
  - Hijo de Shalva I
- 1460-1470: Shalva II Kvenipneveli
- Elizbar Kvenipneveli
- 1624-1635: Iese I Kvenipneveli
- 1635-1642: Iese II Kvenipneveli
- 1642-1653: Shanshe I Kvenipneveli
- 1653-1661: Shalva Kvenipneveli
- 1661-1675: Iese III Kvenipneveli
- 1675-1717: David Kvenipneveli
- 1717-1753: Shanshe, Duque de Ksani
- 1790-1801: Príncipe Iulón de Georgia.[1]